# Iâhhotep II
Pour les articles homonymes, voir Iâhhotep.
Iâhhotep est une reine de la XVIIe dynastie identifiée à l'épouse de Ouadjkheperrê Kames et, par commodité de lecture pour la distinguer de son homonyme et probable mère, elle porte parfois le numéro II dans les ouvrages historiques traitant de cette période de l'histoire de l'Égypte antique.
Elle portait les titres d'épouse du roi et de celle qui est unie à la couronne blanche, titre caractéristique des grandes épouses royales de cette période.

## Généalogie
L'existence de plusieurs personnalités de la famille royale homonymes dont la célèbre épouse de Seqenenrê Tâa, dit le brave, a été démontrée. De nos jours, il est établi que deux reines du même nom de Iâhhotep, mais aux titres différents, ont existé à une époque contemporaine. Elles étaient toutes deux issues de la dynastie régnante à Thèbes.
Une Iâhhotep portant le titre de fille aînée du roi apparaît sur une statue du jeune prince Iâhmès-Sapaïr, fils du roi Seqenenrê Tâa. Actuellement conservée au Musée du Louvre, cette statue, témoignant à titre posthume de l'importance du prince dans la famille royale, porte sur son socle les prières adressées par les filles du roi.
Qu'Iâhhotep s’y qualifie de fille aînée pourrait indiquer, outre son statut privilégié à l'égard de ses sœurs, une distinction volontaire d'une autre Iâhhotep homonyme, sa mère probable et grande épouse royale de Seqenenrê.
Elle y est aussi qualifiée de Khenemet néfer Hedjet, ce qui signifie littéralement Celle qui s’unit à la perfection de la couronne blanche, titre qui indique clairement une destinée hors du commun en tant que grande épouse royale de l’héritier du trône auquel elle était promise. Peut-être Ahmès-Sapaïr et Iâhhotep étaient-ils promis l'un à l'autre pour régner et succéder à Seqenenrê Tâa et Iâhhotep Ire, cette dernière pouvant d'ailleurs être sa mère donc la mère royale par excellence.
L'héritier étant mort et les frères trop jeunes pour régner, la princesse Iâhhotep, à la suite du décès de son père, devient reine en épousant Ouadjkheperrê Kames qui ceint la double couronne et reprend le combat contre les Hyksôs,. L'identité des parents de Ouadjkheperrê Kames reste discutée à ce jour et s'il est un fils de Senakhtenrê Iâhmes, il épouse donc sa nièce. De cette union, la reine conçoit au moins une fille, nommée Ahmès-Satkamosé, qui deviendra elle aussi une épouse royale en s'unissant à son oncle Ahmôsis qui succédera légitimement à Ouadjkheperrê Kames, mort sans héritier.
Iâhhotep a survécu à son mari et est décédée sous le règne de son frère Ahmôsis qui acheva de libérer l'Égypte et fonda la XVIIIe dynastie, probablement dans la première partie du règne du roi, comme l'attestent les objets découverts avec le sarcophage de la reine.

## Sépulture

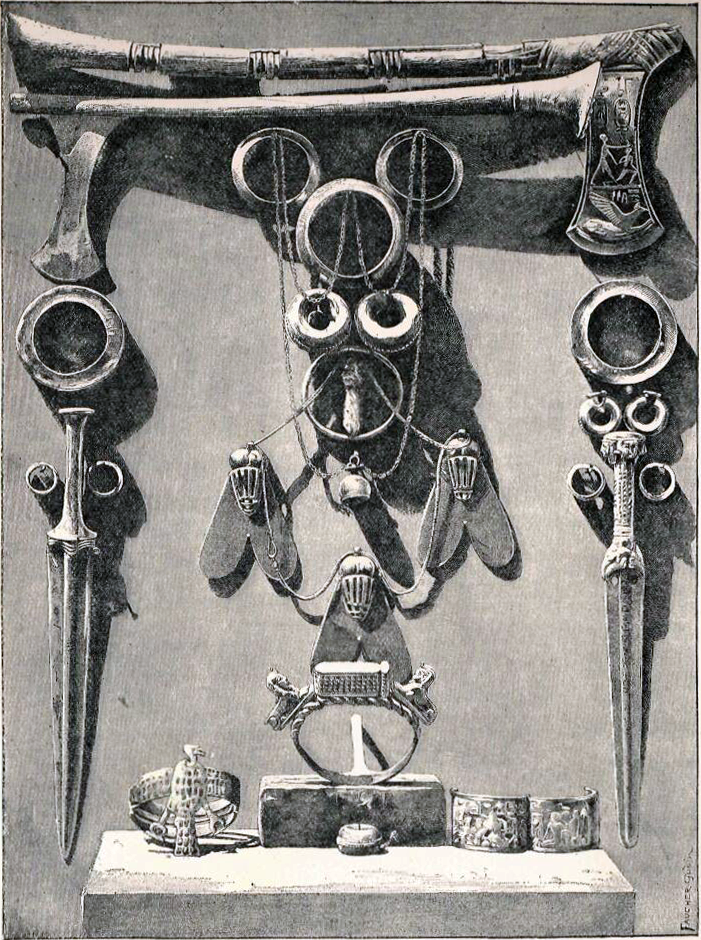
Joyaux et armes découverts sur la momie d'Iâhhotep.

Le sarcophage d'Iâhhotep a été mis au jour en 1859 non loin de l'emplacement de la tombe de Ouadjkheperrê Kames. Celle-ci avait été découverte deux ans plus tôt par Auguste Mariette.
Le sarcophage était placé dans une cavité anépigraphe et étroite, creusée dans la roche, interdisant de considérer qu'il s'agissait de la tombe de la reine. Il s'agirait donc d'une cache dans laquelle aurait été entreposée la dépouille de la reine lors du déplacement des momies royales, à la fin de la XXe dynastie, vers Deir el-Bahari. La cachette aurait été oubliée par les prêtres, préservant ainsi les restes d'Iâhhotep jusqu'à leur redécouverte au XIXe siècle.
Mariette était absent lors de cette découverte. Les restes de cette inhumation secondaire, découverts avec le sarcophage, furent immédiatement mis à l'abri dans les magasins de Karnak afin de les soustraire à la convoitise des chasseurs de trésors qui sévissaient dans la région thébaine pour le compte de collectionneurs ou du trafic des antiquités qui fleurissait à cette époque. Averti de la découverte, Mariette en commanda un relevé, ce qui nous permet aujourd'hui de connaître l'ensemble des objets qu'elle contenait. Il fut décidé alors de rapatrier le trésor de la reine au Caire. Lors de ce transfert, le navire qui emportait son précieux chargement fut intercepté par le gouverneur de Qena qui, officiellement pour plaire au vice-roi, souhaitait lui-même lui rapporter la découverte. Il fit ouvrir le sarcophage et se débarrassa de la dépouille de la reine et des bandelettes de la momie. Il se servit sans doute au passage parmi les nombreuses reliques en or que contenait la momie. Auguste Mariette, qui fut informé de la mésaventure, arma immédiatement un bateau et intercepta le convoi du gouverneur qui se rendait au Caire. Il exigea sous la menace des armes qu'on lui remît l'intégralité du contenu des caisses, ce qui fut fait, non sans quelques échanges d'insultes et de coups de feu. Grâce à cette intervention rapide, le trésor put être sauvé d'un destin certainement plus vénal qu'archéologique. Le trésor arriva finalement au Caire et entra officiellement dans les collections du tout jeune musée que Mariette venait de fonder, au prix d'une sérieuse explication avec le vice-roi Saïd Pacha.
Le sarcophage en bois doré de la reine était complet à son arrivée au Caire, mais l'inventaire du musée indique que la cuve se désagrégea quelque temps après. Seul le couvercle subsiste, nous présentant Iâhhotep portant une lourde perruque tripartite dont les nattes s’enroulent sur le haut des seins et sur laquelle un uræus en or était fixé, tandis que le reste du sarcophage est traité en style rishi.

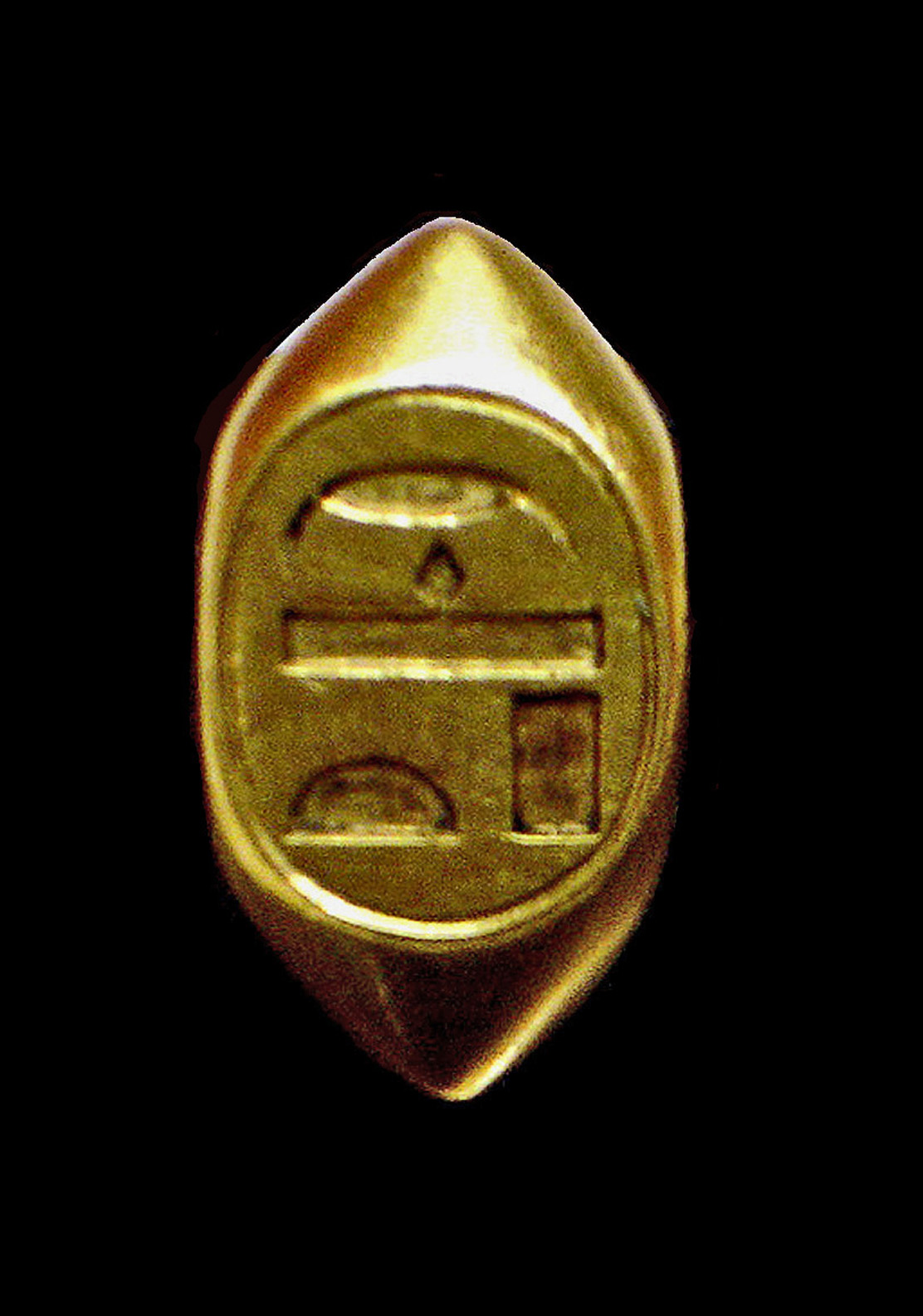
Bague au nom d'Iâhhotep.

La momie disparue portait de très nombreux bijoux et il est probable que certains aient été volés lors de l’ouverture non officielle du sarcophage par le gouverneur de Qena. Seule une partie du grand collier ousekh en or qui la couvrait est parvenue au musée, par exemple. Si le masque funéraire de la reine a disparu également, le visage de son sarcophage nous présente les traits de la souveraine dont les yeux sont rapportés et incrustés. Le traitement et le style de ce sarcophage sont grandement simlaires à celui de Satdjéhouty, épouse secondaire de Seqenenrê, ce qui est un élément de datation démontrant leur proximité dans la chronologie dynastique.
Un autre élément fait également défaut dans les restes de ce viatique royal. Il s'agit du coffre à canopes et de ses quatre vases qui contenaient les viscères de la reine qui n'ont jamais atteint les réserves du musée alors que l'ensemble est attesté, puisqu'il a été décrit comme se trouvant aux côtés du sarcophage de la reine lors de sa découverte.
Parmi les objets les plus célèbres qui accompagnaient la souveraine, on trouve :
- une chaîne faite d'une double corde en or tressée et aux extrémités emboîtées dans des attaches en forme de tête d'oie retournée, portant chacune l'un des noms de couronnement d'Ahmôsis Ier. Cette chaîne est ornée d'un scarabée d'or dont la carapace est incrustée de lapis-lazuli[11],[12],[13] ;
- une seconde chaîne en or portant trois pendentifs en forme de mouches, également en or massif[14],[15],[16] ;
- un bracelet en or cloisonné au nom de l'épouse royale Iâhhotep. Ce bijoux d'orfèvrerie représente un vautour aux ailes déployées maintenues autour du poignet de la momie de la reine par deux tiges en or. L'ensemble est incrusté de lapis-lazuli, de turquoise et de cornaline et rivalise par la finesse de son exécution avec les meilleurs exemples de joaillerie du Nouvel Empire[17],[18] ;
- un brassard d'archer, en or cloisonné et pierres semi-précieuses, portant un cartouche d'Ahmôsis encadré par deux sphinx couchés également en or, parure très semblable aux éléments découverts sur la momie de Ouadjkheperrê Kames[19],[20] ;
- un bracelet rigide également en or cloisonné, représentant une scène du couronnement de pharaon. Ahmôsis est identifié par ses cartouches. Le roi est représenté à genoux devant le dieu Geb qui bénit sa tête couronnée de l’uræus royal devant les âmes de Pé et de Nekhen alignées en rang[21],[22] ;
- un pectoral en or cloisonné représentant une autre de ces cérémonies du couronnement d'Ahmôsis Ier. Dans une façade couronnée d'une gorge égyptienne à la manière d'un temple ou d'une chapelle, le roi, figuré debout dans une barque, est purifié par le dieu Rê et le dieu Amon-Rê qui versent sur lui en abondance de l'eau contenue dans des aiguières. Cette scène de baptême royal est encadrée par deux faucons aux ailes déployées qui dominent les deux cartouches d'Ahmôsis. Le tout est composé d'un cloisonné de pâte de verre, de cornaline, de turquoise et de lapis-lazuli[23],[24].

Avec la momie de la reine se trouvait également un véritable arsenal :
- une hache recouverte d'or et de pierres semi-précieuses portant la titulature d'Ahmôsis ainsi que d’autres hachettes en bronze d’un traitement plus simple[25] ;
- plusieurs dagues dont un poignard au nom d’Ahmôsis également, à la lame de bronze dorée portant la dédicace du roi et à la poignée finement ouvragée en or[26].

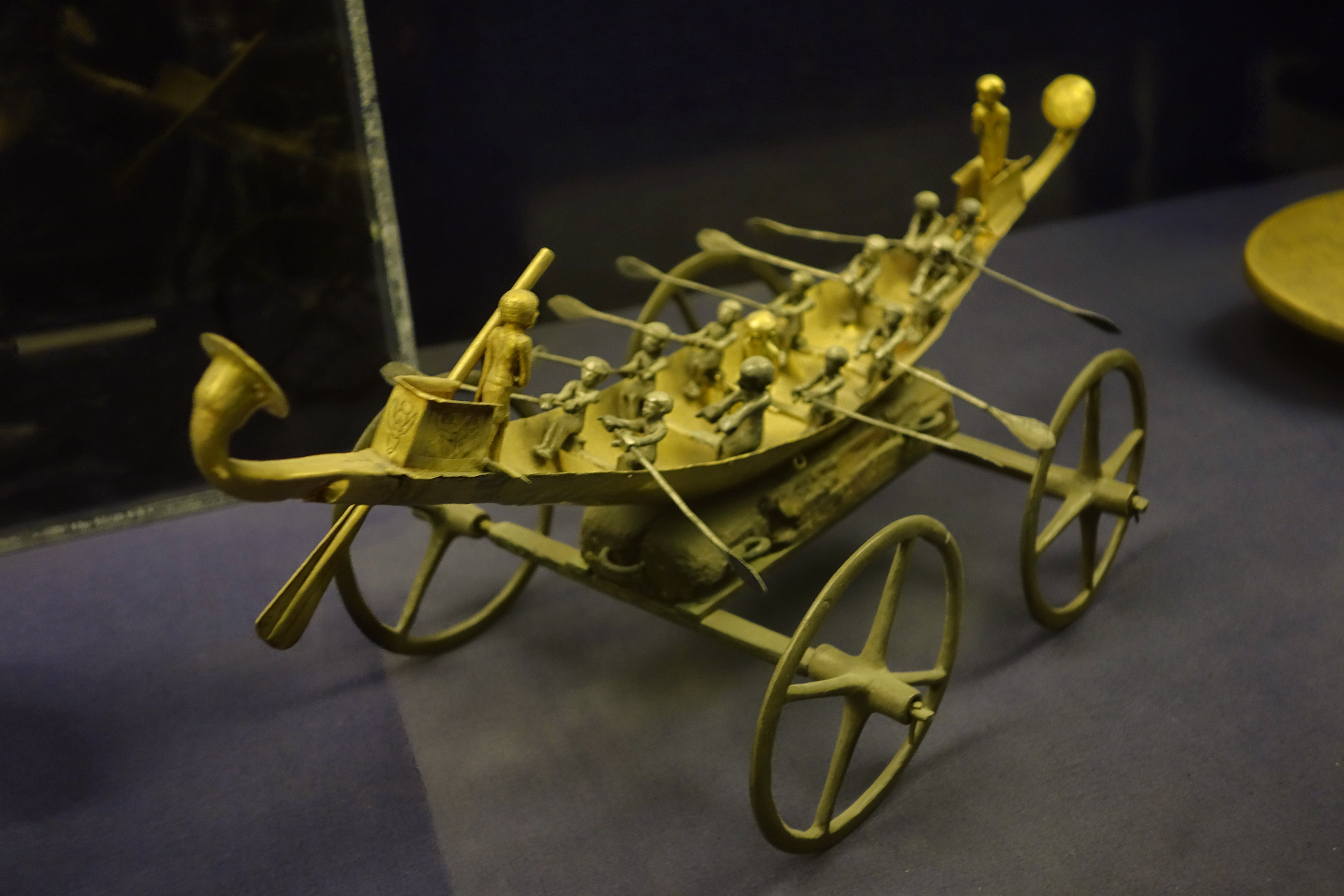
Modèle de barque en or et en argent au nom d'Ouadjkheperrê Kames, découvert près du sarcophage d'Iâhhotep.

La présence de ces armes, bien que d'apparat, dénote l'esprit guerrier de l'époque. Les noms des pharaons cités sur ces objets permettent de préciser cette période.
On trouve ainsi deux grands modèles de barque en métaux précieux avec leurs équipages complets. L'une d'elles est posée sur un char à quatre roues. Sa coque, dont la proue et la poupe sont terminées par deux ombelles de papyrus ouvertes, est en or, de même que deux figurines, le timonier et son gouvernail, ainsi qu'un personnage placé à la proue et qui porte un doigt à sa bouche, comme un enfant. L'équipage de rameur est quant à lui en argent massif. La poupe du navire porte gravé le cartouche d'Ouadjkheperrê Kames. La seconde barque, coque et équipage en argent massif, est anépigraphe.
Ces trésors furent exposés dans différentes villes d'Europe. Lors de son passage à Paris, l'impératrice Eugénie porta son dévolu sur l'un des joyaux de la reine que le vice-roi semblait enclin à lui offrir. L'égyptologue Mariette refusa catégoriquement de céder une once d'or de ce trésor. Il finit par convaincre Saïd Pacha de ne pas l'offrir à l'impératrice, ce qui lui valut l'inimitié circonstancielle de la famille impériale.
L’ensemble du viatique funéraire de la reine est désormais exposé au Musée du Caire.
Enfin, la ressemblance entre le sarcophage d’Iâhhotep et de Satdjéhouty et le fait que le nom de la reine inscrit sur son sarcophage présente le hiéroglyphe de la lune traité à la manière archaïque sont deux indices chronologiques qui invitent à dater l’enterrement de la reine de la première moitié du règne d’Ahmôsis voire du tout début du règne, peu après le couronnement du roi dont certaines scènes sont représentées sur les bijoux de la reine.